# روبرت إي. كاي
روبرت إي. كاي (بالإنجليزية: Robert E. Kay)‏ هو سياسي أمريكي، ولد في 3 أغسطس 1916، وتوفي في 24 يناير 1990. انتخب عضو مجلس ولاية نيوجيرسي.